# Бирачко право
Бирачко право је право гласа на јавним, политичким изборима. Субјективно је право грађана (држављана) одређене државе да на изборима дају глас за одређеног кандидата, уједно и право да буду кандидати на изборима. Бирачко право је скуп одређених права. Колика је важност остварења бирачког права као једног од основних политичких права грађана у савременим демократијама огледа се у чињеници што су темељна начела за његово остваривање најчешће прописана уставом, а детаљно разрађена у изборним законима. У неким језицима, а повремено и на енглеском, право гласа се назива активним бирачким правом, за разлику од пасивног бирачког права, које је право да се кандидује. Комбинација активног и пасивног бирачког права понекад се назива и пуним правом гласа<.ref>„>> social sciences >> Women's Suffrage Movement”. glbtq. Архивирано из оригинала 14. 6. 2015. г. Приступљено 21. 6. 2013.</ref>
Бирачко право се често замишља у погледу избора за представничке демократије. Међутим, бирачко право се једнако односи на референдуме и иницијативе. Корисност бирачког права је смањена када се о важним питањима одлучује једнострано, без опсежног, савесног, потпуног обелодањивања и јавног испитивања.

## Типови
Врсте бирачких права:
- Активно бирачко право
- Опште бирачко право и ограничено бирачко право
- Једнако бирачко право и неједнако бирачко право
- Пасивно бирачко право
- Женско право гласа

Начини остваривања бирачког права:
- На непосредним или посредним изборима
- Јавна или тајна гласања

## Бирачи
Држављанин постаје бирач кад испуни законом прописане услове за стицање бирачког права. Скуп свих држављана с бирачким право чини национално бирачко тело. С обзиром на понашање у изборима, развијено је више типова бирача. Једну од најстаријих и најутицајнијих израдио је амерички социолог Кеј, који је све бираче поделио на сталне (више пута гласају за исту странку), променљиве (мењају странке за које гласају под утицајем) и нове (први пут гласају на изборима). Друга типологија дели све бираче на сталне (учествују на свим изборима) и повремене (учествују само у најважнијим изборима).